# Frank francuski

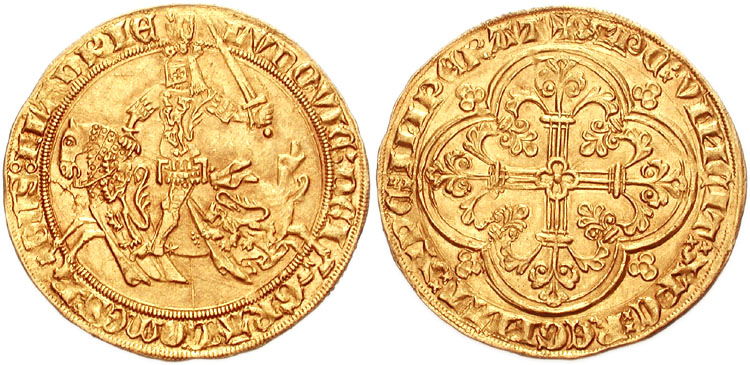
Franc à cheval Jana Dobrego

Frank francuski (fr. franc français) – francuska moneta, jednostka obrachunkowa i jednostka monetarna będąca w obiegu w latach 1795–2002 (kod walutowy według ISO 4217: FRF).

## Moneta i jednostka obrachunkowa
Po raz pierwszy frankiem nazwano złotą monetę wybitą przez króla Francji Jana II Dobrego w 1360 r., przedstawiającą króla na koniu. Nazwa powstała od łacińskiej legendy Johanes Dei gratia Francorum rex. Wybijano 63 monety z 1 marki paryskiej (244,75 g) czystego złota, czyli frank zawierał 3,885 g. Określono jego wartość na 20 soli, czyli jednego liwra. Złoty frank stał się tym samym jedną z pierwszych materializacji liwra, będącego podstawą systemu obrachunkowego we Francji. Następca Jana, Karol V Mądry, bił od 1365 r. franka przedstawiającego władcę pod baldachimem. Ustaliły się wówczas dwa typy franka nazywane: franc à cheval i frank à pied. Z marki paryskiej 24-karatowego złota wybijano już 64 monety, czyli frank à pied miał 3,82 g i przestał być odpowiednikiem liwra. Epizodycznie, złotego franka (à cheval) wybił jeszcze w 1437 r. Karol VII. Miał on już tylko 3,06 g. Złote franki wybijane były krótko, ale nazwa upowszechniła się i pozostała w pamięci Francuzów, gdyż wobec chaosu monetarnego panującego we Francji od rządów Filipa IV Pięknego (1285–1314), uważanego za jednego z większych w historii „fałszerzy” pieniędzy, pogłębionego wojną stuletnią, złoty frank, nawet na tle innych ówczesnych złotych monet (np. écu d'or), mimo deprecjacji, wyróżniał się jednak stabilnością. Szczególną renomę zdobył równy liwrowi franc à cheval Jana II Dobrego. Słowo „frank”, jako nazwa, chociaż krótko, realnej równowartości abstrakcyjnego liwra (wywodzącego się z nieczytelnego dla większości systemu jednostek wagowych), pozostało w pamięci społeczeństwa i zaczęło być stosowane nieoficjalnie, wymiennie z określeniem „liwr”.
W latach 1575–1641 frank ponownie pojawił się jako moneta. Henryk III Walezy zastąpił nim bite od 1513 r. srebrne testony. Frank był najgrubszą srebrną monetą we Francji, zawierał 11,824 g czystego srebra (ważył 14,188 g, czyli miał próbę {\displaystyle {\tfrac {20}{24}}}). Dzielił się na 20 soli po 12 denarów każdy, czyli znów był zrealizowanym obrachunkowym liwrem. Reforma Ludwika XIII z 1640 r. wprowadziła we Francji system talarowy, zastępując tą monetą srebrnego franka écu blanc. Mimo, że już za panowania Henryka IV, w związku z dalszym pogarszaniem drobnych monet, cena franka wzrosła do 21,33 sola i tym samym przestał on być odpowiednikiem liwra, w powszechnej świadomości ugruntowało się wymienne nazywanie liwra frankiem.

## Jednostka monetarna

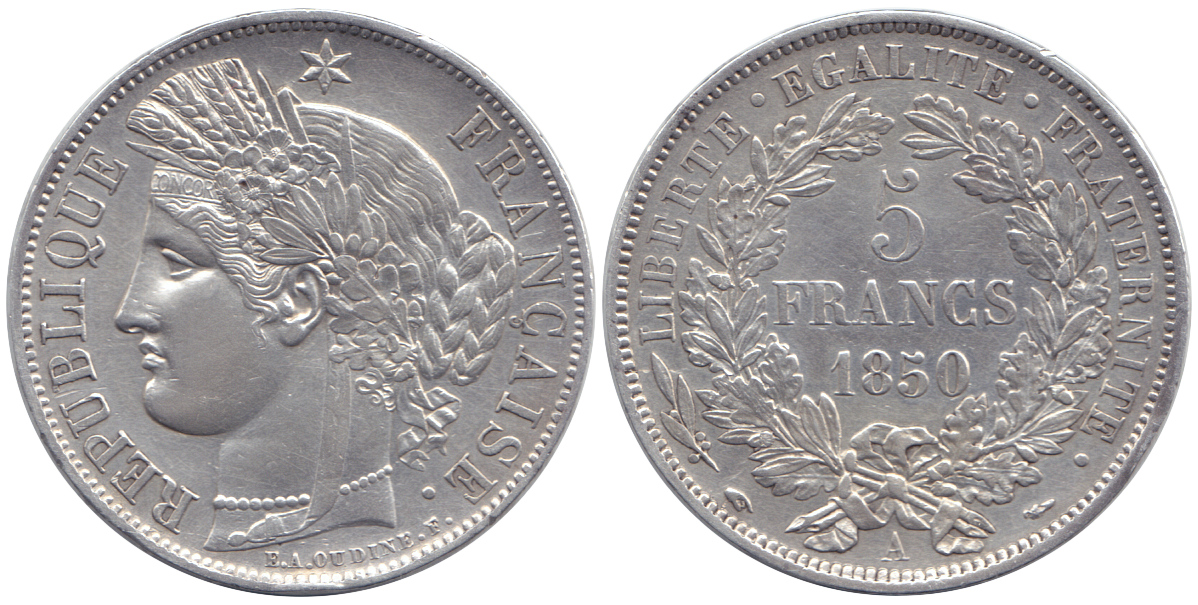
5 franków, 1850, II Republika Francuska. Srebro 900.

Jednostka monetarna Francji równa 100 centymom, wprowadzona w miejsce liwra w 1795 roku (III roku Republiki). W 1803 roku ustalono jego wartość na 0,290323 g czystego złota lub 4,5 g czystego srebra. W XIX wieku był walutą o znaczeniu międzynarodowym, stanowił podstawę łacińskiej unii monetarnej; w owym czasie wiele państw próbowało oprzeć na nim swoją walutę. Po I wojnie światowej nastąpiło załamanie się franka, którego ustabilizowano w 1928 roku na poziomie 0,20305 dotychczasowej wartości; w 1936 roku zrezygnowano ze złotego standardu, odtąd kurs franka stale spadał. W czasie II wojny światowej emitowany przez rząd tzw. „Państwa Francuskiego” (Vichy), ustabilizowany na poziomie 0,20 marki Rzeszy. Po wojnie następowała dalsza dewaluacja.
1 stycznia 1960 roku przeprowadzono reformę walutową, wprowadzając nowego franka równego 100 dotychczasowym (1 nowy centym równał się 1 staremu frankowi).
W XIX i XX wieku frank emitowany był także w koloniach francuskich i terytoriach zależnych (Algieria, Kambodża, Francuska Afryka Równikowa, Gwadelupa, Madagaskar, Maroko, Martynika, Reunion, Saint-Pierre i Miquelon, Somali Francuskie) oraz w krajach związanych kulturowo z Francją (np. Monako).
W 2002 roku frank francuski został ostatecznie wycofany z obiegu i zastąpiony przez euro po kursie 6,55957 (tj. 1 euro = 6,55957 franka). Wymiana monet była możliwa do 17 lutego 2005, a banknotów do 17 lutego 2012.

## Banknoty
|         | Seria 1992-2000 | Seria 1992-2000 | Motyw                                                    | Motyw                                     |
| Nominał | Awers           | Rewers          | Awers                                                    | Rewers                                    |
| ------- | --------------- | --------------- | -------------------------------------------------------- | ----------------------------------------- |
| 50 ₣    |                 |                 | Antoine de Saint-Exupéry, Le Petit Prince, Latécoère 298 | Breguet 14                                |
| 100 ₣   |                 |                 | Paul Cézanne                                             | Assiette à bord bleu et fruits, 1879-1880 |
| 200 ₣   |                 |                 | Gustave Eiffel                                           | Wieża Eiffla                              |
| 500 ₣   |                 |                 | Marie Curie Pierre Curie                                 | Laboratorium                              |